# Выборы в Палату представителей США (2014)
Выборы в Палату Представителей США 2014 прошли 4 ноября 2014 во всех 435 избирательных округах. Также были проведены выборы неголосующих делегатов от зависимых территория США. Победители этих выборах служат в Конгрессе США 114-го созыва (3 января 2015 — 3 января 2017).
Республиканцы выиграли 16 мест у Демократов, в то время как Демократы выиграли 3 Республиканских места. Это самое крупное большинство Республиканцев с 1928. Вместе с победами Республиканцев в 2010, во время президентства Барака Обамы Демократическая партия потеряла 77 мест в Палате Представителей, что стало самым большим числом потерянных мест партией во время президентства её представителя со времён Гарри Трумэна. Явка избирателей составила 36,4 %, что является самым низким показателем со времен 1942 года. 29 октября 2015 Спикер Джон Бейнер ушёл в отставку и был заменен конгрессменом Полом Райаном.